# Cantilan
Cantilan es un municipio filipino de segunda categoría, situado en la parte nordeste de la isla de Mindanao. Forma parte de la provincia de Surigao del Sur, situada en la Región Administrativa de Caragay también denominada Región XIII. Para las elecciones está encuadrado en el Primer Distrito Electoral.

## Geografía
Situado 32 km al noroeste de la ciudad de Tandag,  capital de la provincia.
Situado en el norte de la provincia linda su término por este aire con el de Carrascal; al sur con el de Madrid; al este con la bahía de Lanuza en el mar de Filipinas, donde se encuentran las islas de General (General Island), de Ayoki  (Ayuki Island) y de Unamao (Huyamao Island ), las tres pertenecientes al barrio de Isla General; y al oeste con la provincia de Agusán del Sur, municipio de Sibagat.
Forma parte del CarCanMadCarLan, agrupación de cinco municipios: Carrascal, Cantilan, Madrid, Carmen y Lanuza.

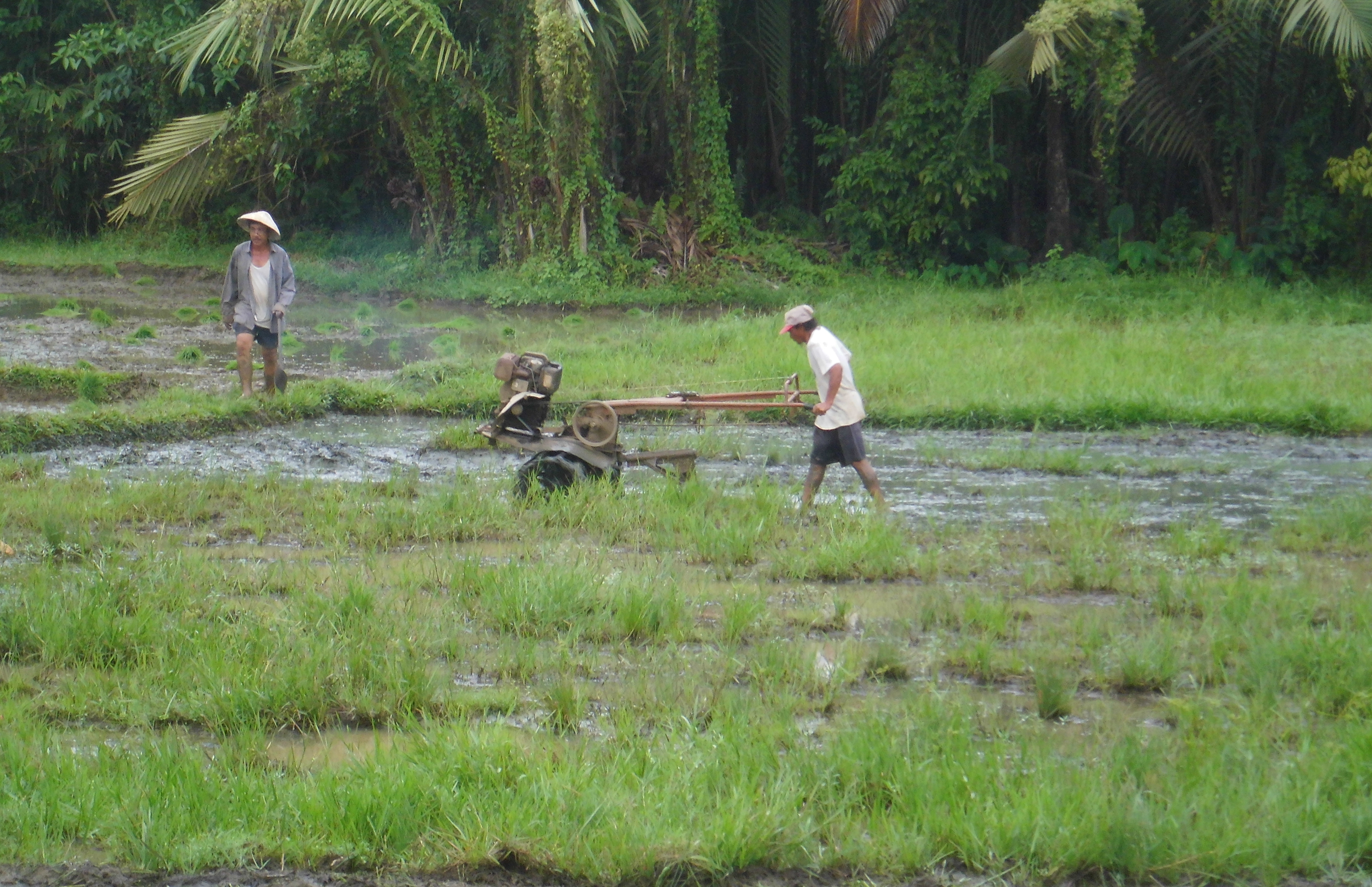
Arrozales de Cantilan

Su término cuenta con hermosas playas vírgenes de arena gris y blanca, pintorescas islas e islotes, colinas y formaciones rocosas, tierras de cultivo y verdes pastizales y áreas forestales con plantas y animales raros.

### Clima
Cantilan no cuenta con una estación seca definida, de modo que las precipitaciones se producen durante todo el año, con fuertes lluvias de noviembre a enero.

### Barangayes
El municipio de Cantilan se divide, a los efectos administrativos, en 17 barangayes o barrios, conforme a la siguiente relación:
| - Bugsukán - Buntalid - Cabangahán - Cabas-án - Calagdaán | - Consuelo - Isla General (General Island) - Lininti-án (Población) - Lobo | - Magasang - Magosilom (Población) - Pag-Antayán - Palasao | - Parang - San Pedro - Tapi - Tigabong |

### Demografía
Tal como consta en el censo del año 2000 la provincia contababa con una población de 26,553 personas que habitaban 5,378  hogares.

### Comunicaciones
Cantilan se encuentra a una hora de la ciudad de Tandag, la capital provincial,  a 3 horas de la ciudad de Surigao y a 4 de la ciudad de Butuan.

## Historia
Cantilan existía como un asentamiento en 1709.
Su nombre tiene origen en la gran concha de un bivalvo conocido en este región como Tilang. Cuando los pretendientes de un par de hermosas hijas que vivían cerca de la gran concha venían a visitarlas, la gente les preguntaba por su destino, a lo que respondían que iban a Can Tilang, que significa a la casa del Tilang.
El actual territorio de la provincia de Surigao del Sur fue parte de la provincia de Caraga durante la mayor parte de la Capitanía General de Filipinas (1520-1898).
Así, a principios del siglo XIX la isla de Mindanao se hallaba dividida en siete distritos o provincias.
Esta población, una de las más antiguas de la provincia, fue fundada en el siglo XIX ocupando el asentamiento conocido como Daang Lungsod con la construcción de la Cota, el Baluarte del Señor San Miguel,  situado al otro lado del río donde se encuentra la moderna Cantilan. Allí se juntaron gentes Bayuyo, Ilihán y Calagdán. Otras fuentes atribuyen la fundación de Cantilan al sacerdote católico español Valerio de San Agustín en el año 1782.

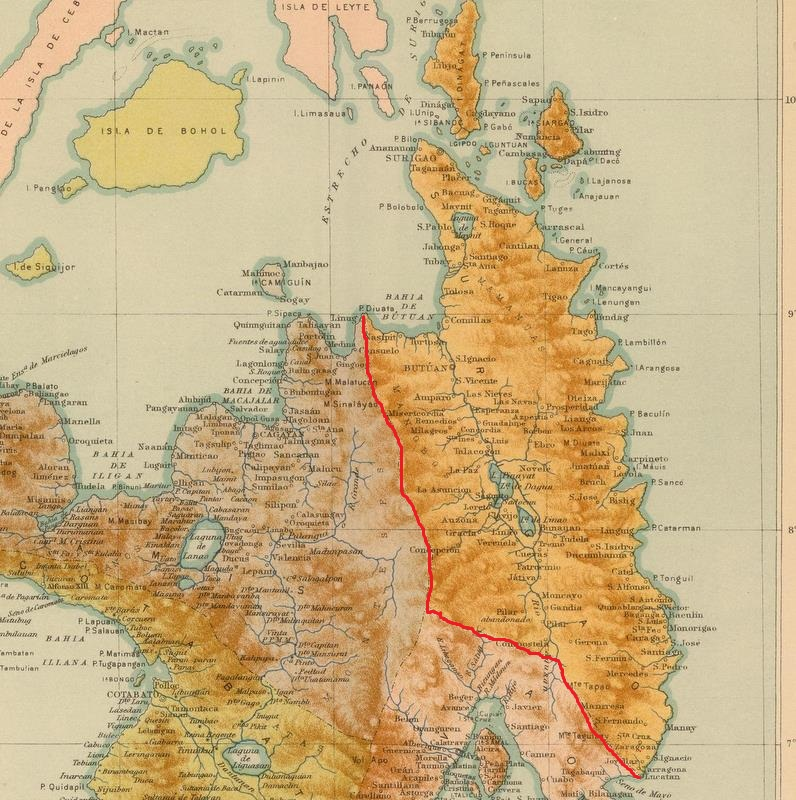
Provincia de Surigao en 1899.

El Distrito 3º de Surigao, llamado hasta 1858 provincia de Caraga, tenía por capital el pueblo de Surigao e incluía la  Comandancia de Butuan.
Uno de sus pueblos era Cantilan de 12,240 habitantes con las visitas de Lanuza y Carrascal.

### Ocupación estadounidense
Durante la ocupación estadounidense de Filipinas  fue creada la provincia de Surigao. El gobierno civil quedó establecido el 15 de mayo de 1901 en su capital Surigao. Incluía la subprovincia de Butuan, antes comandancia político militar.
Cuando en 1911 fue creada la provincia de Agusán, Butuán se separó de Surigao para pasar a formar parte de la nueva provincia.
El 31 de diciembre de 1916, una vez pacificado el archipiélago se  organiza territorialmente sobre la base de 36 provincias ordinarias, entre las cuales se encontraba la provincia de Surigao Cantilan era uno de sus 9 municipios.
Según el censo de 1918 la provincia tenía una extensión superficial de 7.483 km² y la poblaban 122.022 almas que habitaban en 14 municipios con 146 barrios, siendo Cantilan uno de sus 14 municipios.
Cantilan, ciudad madre de Carrascal, Madrid, Carmen y Lanuza, vio dividido su término en tres partes, Cantilan, Carrascal y Lanuza.

### Independencia
En 1956 los sitios de Buntalid y de Magasang pasaron a constituirse en barrios.
El 18 de septiembre de 1960 la provincia de Surigao fue dividida en dos, Surigao del Norte y Surigao del Sur.

## Festejos
Cantilan celebra su fiesta patronal el 15 de agosto con el Festival Sirong (Sirong Festival).